# 부적초등학교 부남분교
부적초등학교 부남분교는 충청남도 논산시 부적면 금성길 40 (탑정리)에 있었던 초등학교 분교이다.

## 연혁
- 1964.07.21 부적국민학교 금성분교장 개설
- 1965.05.10 부적국민학교 분교장
- 1966.03.04 부남국민학교로 승격
- 1994.03.01 부적국민학교 부남분교장
- 2007.03.01 본교로 통합